# 로태석
로태석(盧泰錫, 1919년 8월 25일~1979년 12월 31일)은 조선민주주의인민공화국의 정치인이다.
유학 생활 도중 광복을 맞이한 그는 38선 이북으로 귀국하여 국가계획위원회 화학건재국장, 부위원장, 내각물자총국 총국장, 금속공업성 제1부상, 조선노동당 중앙위원회 경공업부 부장,국가계획위원회 부위원장, 지방공업위원회 위원장, 중공업위원회 제1부위원장, 정무원 부총리, 중앙계획위원회 위원장 등을 역임했다.